# Pistola MEU (SOC)

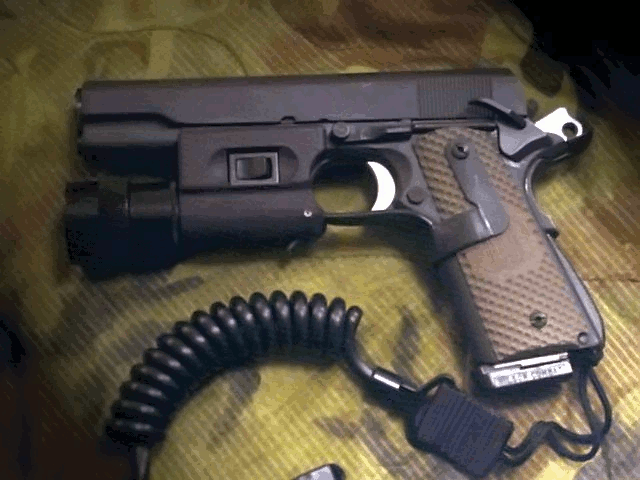
Una M45 con puntero láser.

La MEU (SOC), oficialmente designada M45 MEUSOC, es una pistola semiautomática de acción simple calibrada para el cartucho .45 ACP. Se basa en el diseño original de la M1911 diseñada por John Browning, y ha sido el arma estándar de la Fuerza de Reconocimiento del Cuerpo de Marines de los Estados Unidos y las Unidades Expedicionarias de Marines (MEU) desde 1985. Su Número de Inventario Nacional es 1005-01-370-7353.

## Historia
A fines de la década de 1980, el coronel Robert Young del USMC indicó una serie de especificaciones y mejoras para que el diseño de John Browning fuese apto para combatir en el siglo XXI, muchas de las cuales fueron incorporadas en la MEU (SOC).

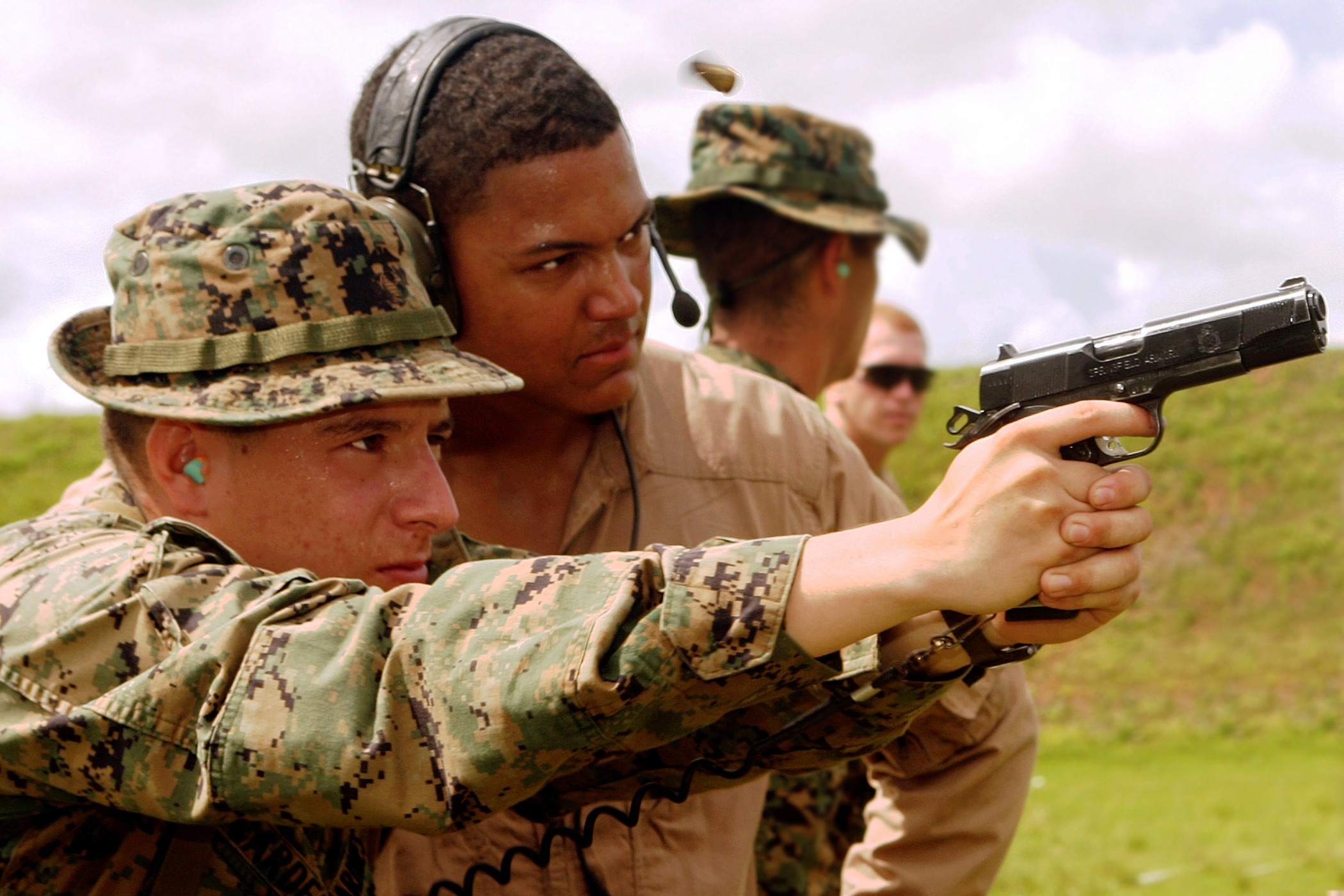
Un Marine disparando la MEU (SOC).

En 2002, un artículo en American Handgunner afirmaba que "los armeros Marines de la Precision Weapons Section, MCBQ" están haciendo 789 pistolas M1911 MEU (SOC). La lista de piezas revisadas incluía cañones, cojinetes, pasadores de enlace, muelles del gatillo, eyectores, topes de percutor, albergues de muelle recuperador y muelles recuperadores, todos fabricados por Nowlin Manufacturing. Las correderas fueron encargadas al Arsenal de Springfield, mientras que los puntos de mira, seguros tipo "cola de castor" y varillas para los muelles de retroceso fueron hechos por Ed Brown. Se contrató a la empresa Novak para las alzas, Wilson Combat suministró los extractores y botones del retén del cargador, mientras que King's Gun Works suministró seguros ambidiestros.
Un marine puede disparar hasta 80.000 balas con esta pistola durante un ciclo de entrenamiento y consecuente despliegue. Sin embargo, es más habitual para un marine devolver la pistola a la PWS de Quantico para su reconstrucción después de disparar 10.000 balas. La reconstrucción comprende desechar casi todas las piezas de la pistola excepto el armazón, que antes de 2003 era un armazón del Gobierno de los Estados Unidos fabricado por última vez en 1945. El armazón es inspeccionado y reutilizado de nuevo si aún se encuentra dentro de las especificaciones militares. En el inventario del Cuerpo de Marines de los Estados Unidos hay armazones desde los cuales se han disparado hasta 500.000 cartuchos.
El oficial al mando del Precision Weapons Shop en 2001, Chief Warrant Officer 5 Ken Davis, afirmó que la M1911 es "la única pistola que puede soportar este tipo de empleo".
Sin embargo, mientras el Cuerpo de Marines de los Estados Unidos inicia su proceso de seleccionar miembros de su Fuerza de Reconocimiento para ser enviados al USSOCOM como Destacamento Uno del Comando de Operaciones Especiales del Cuerpo de Marines (MCSOCOM Det-1), la selección de una pistola basada en la M1911 indicaba que se necesitarían 150 unidades, con más rapidez que la PWS podía producirlas, ya que esta estaba ocupada en producir el Fusil de tirador designado del Cuerpo de Marines, el Fusil avanzado de francotirador de escuadra del Cuerpo de Marines y actualizar los fusiles M40 a M40A3, por lo que el DET-1 tuvo que buscar sustitutos comerciales para emplearlos.

### Pistola ICQB
Al descubrir que el Departamento de Policía de Los Ángeles estaba complacido con sus pistolas especiales M1911 fabricadas por Kimber, el Cuerpo de Marines de los Estados Unidos solicitó a Kimber Manufacturing que produzca una pistola similar, a pesar de la inminente salida al mercado de sus modelos TLE/RLII. Al poco tiempo Kimber empezó a producir una cantidad limitada de la pistola que más tarde sería llamada Interim Close Quarters Battle (ICQB; acrónimo en inglés de Interimaria de combate a corta distancia). Manteniendo el sistema de recarga por retroceso, el cañón de 127 mm (aunque era de acero inoxidable y tipo competencia) y el extractor interno, la ICQB no es muy diferente del diseño original de Browning.
Las unidades finales suministradas al MCSOCOM Det-1 son las ICQB de Kimber con linterna integrada SureFire, riel Dawson Precision, acolladores tácticos de retención Gemtech basados en las versiones con cable tipo teléfono, fundas modificadas Safariland 6004, cachas Simonich G-10 fabricadas por Simonich Knives y Strider Knives reemplazaron a las cachas de caucho Pachmayr originales, así como cargadores de 8 cartuchos "47D" de Wilson Combat. Alzas y puntos de mira con tritio Novak LoMount reemplazaron a los mecanismos de puntería originales, que eran fabricados por los Marines.
Se envió una solicitud al Arsenal de Springfield y este construyó una pistola basada en la TRP del FBI.

### Reemplazo

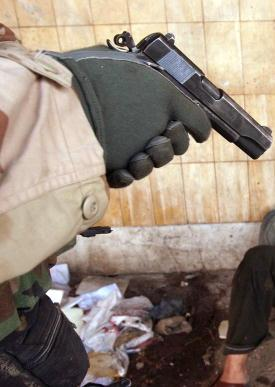
Un Marine empleando su MEU (SOC) en Irak.

Debido al desgaste de las pistolas MEU (SOC) y al número creciente de Marines en el Marine Force Recon y el MARSOC, el Cuerpo de Marines de los Estados Unidos está buscando reemplazos comerciales. El Comando de Sistemas del Cuerpo de Marines anunció el 17 de febrero de 2005 que iba a comprar 150 pistolas Armory Springfield Professional Model para emplearlas como pistolas MEU (SOC). Esta es la misma pistola empleada por el SWAT del FBI y los Equipos de Rescate de Rehenes; sin embargo, había sido rechazada anteriormente para su adopción como la ICQB. A pesar de la planeada compra de pistolas comerciales, el Comando de Sistemas del Cuerpo de Marines continuó solicitando piezas para construir pistolas MEU (SOC) adicionales. En 2010, se volvieron a emitir requisitos para un arma comercial que reemplace a las pistolas construidas bajo pedido. Se ofrecieron tres pistolas al Cuerpo de Marines como reemplazos para sus M-45 MEUSOC. Colt ofreció su 01070RG (Rail Gun), que es un derivado de su línea XSE de pistolas tipo M1911 con un acabado amarillo arena y mecanismos de puntería nocturnos Novak. El Arsenal de Springfield envió una variante de tamaño completo de su Loaded MC Operator M1911A1 con un riel Picatinny, mecanismos de puntería nocturnos con tritio y un acabado bicolor (la corredera era negra y el armazón verde olivo). La tercera pistola era de Karl Lippard Designs, un fabricante de armas de Colorado Springs, siendo llamada Pistola de Combate a Corta Distancia: una pistola tipo M1911A1, construida en acero para herramientas S7 y con una gran cantidad de piezas de diseño propio, inclusive un riel para accesorios, seguro de presión y mecanismos de puntería. La pistola 1911 Rail Gun de Colt fue seleccionada en 2012 y obtuvo un contrato para suministrar 4.000 pistolas al MARSOC. La pistola fue redesignada como M45A1 Close Quarter Battle Pistol (CQBP) (Pistola de batalla a corta distancia M45A1) y se suministrarán más de 12.000 unidades. El diseño de la Colt es considerado una actualización de la pistola anterior, no un diseño nuevo.

## Especificaciones
Las pistolas originales eran Colt M1911 estándar elegidas a mano que fueron desmontadas, limpiadas y preparadas para esfuerzo adicional por la USMC Precision Weapon Section (PWS) de Quantico (Virginia). Entonces fueron ensambladas con seguros de presión en la empuñadura, un martillo redondeado, seguros ambidiestros, gatillos ligeros fabricados por Videcki, mecanismos de puntería mejorados de alta visibilidad, cañones precisos tipo competencia fabricados por Bar-Sto, cachas de caucho Pachmayr, estrías para amartillado frontales y cargadores mejorados de acero inoxidable fabricados por Wilson Combat.
La presión necesaria para accionar el gatillo está especificada entre 20 y 22 newton (4,5 y 5 libra-fuerza).
Las piezas de la pistola son ajustadas manualmente y no son intercambiables. Los últimos cuatro dígitos del número de serie del arma están estampados en la parte superior del cañón, en el lado derecho de la corredera, dentro del seguro de presión en la empuñadura, en cada lado del seguro ambidiestro y en la cara interna del albergue del muelle recuperador.

## M45A1 CQBP

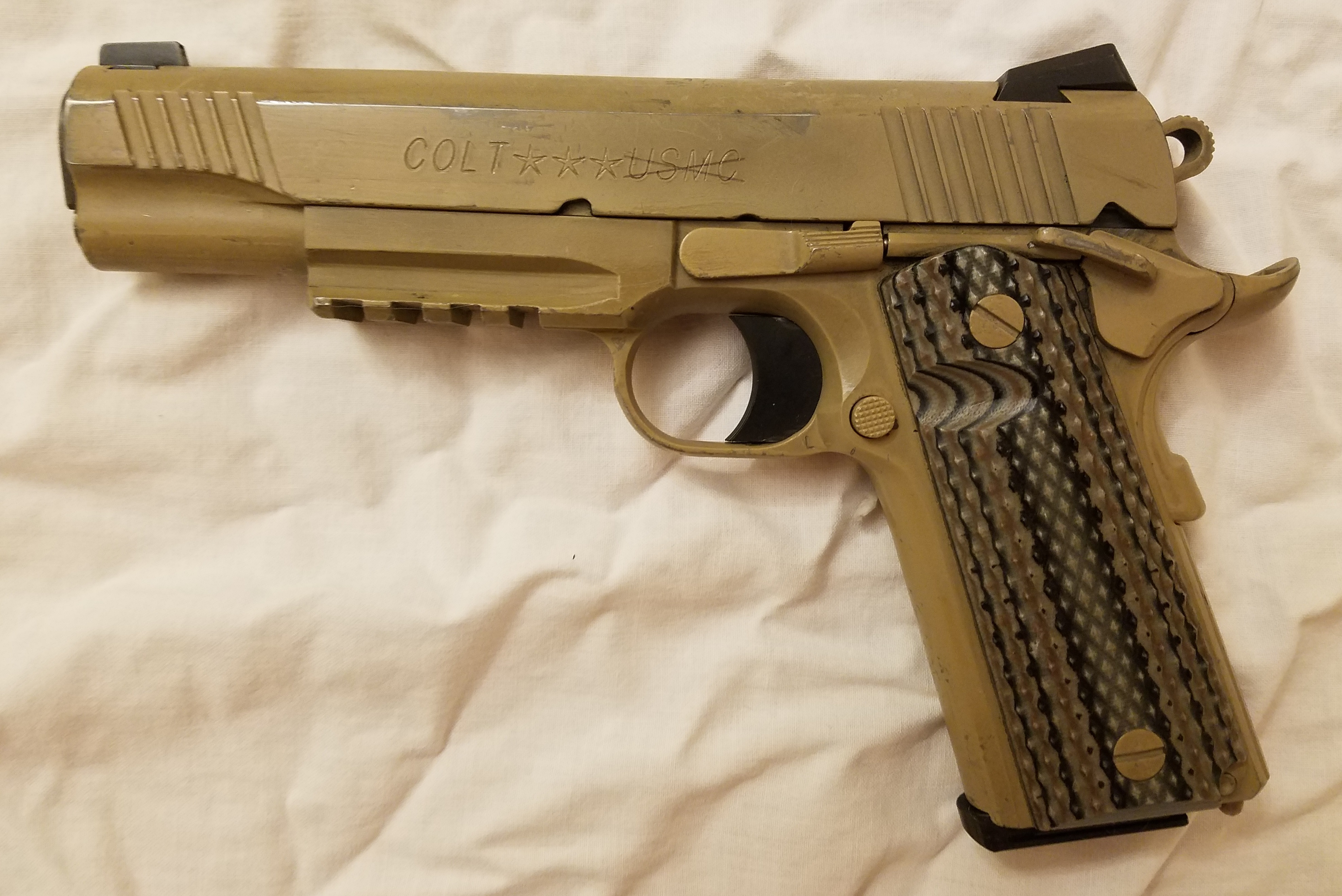
Una Colt M45A1 retirada de servicio.

La mejorada M45A1 CQBP presenta varios cambios respecto al diseño original de la M1911A1. Una característica es el sistema de muelle recuperador doble que distribuye la fuerza del retroceso producido por el cartucho .45 ACP, al reducir la fuerza máxima del movimiento. También tiene mecanismos de puntería nocturnos con tres puntos de tritio, un cañón National Match de 127 mm (5 pulgadas), seguro ambidiestro, riel Picatinny y un acabado Cerakote de color ocre.
En 2016, el mando del Cuerpo de Marines afirmó que el MARSOC había reemplazado la M45A1 con la Glock 19, principalmente por razones de logística y no por razones de desempeño y fiabilidad, por lo que otras ramas del SOCOM empezaron a emplear la Glock 19. En marzo de 2019 el Force Recon y otras unidades MEU(SOC) todavía empleaban la M45A1 y algunas unidades tienen la Glock 19 o la Beretta M9A1 como alternativas.
La actual M45A1 no lleva el marcaje "USMC" estampado en la corredera, ya sea para ventas al mercado militar o al mercado civil. El Cuartel General de los Marines le dijo a la Colt's Manufacturing Company que cese de estampar dicho marcaje. Todas las M45A1 llevan el marcaje "COLT***M45A1" y tienen un acabado de color tierra oscura mate, mencionado como "Decobond" por la Colt. A pesar de que no es resistente a la corrosión, es un acabado mucho más durable.
La M45A1 es suministrada con cargadores Wilson Combat 47 de siete cartuchos, siendo un arma de serie que es producida en la misma línea que la M45A1 civil, con los mismos marcajes y piezas. La Colt también ofrece un modelo civil personalizado para obtener una mayor precisión; pero el modelo empleado por los Marines es el mismo que el civil.